# Clover (film 2020)
Clover è un film del 2020 diretto da Jon Abrahams.
Commedia nera statunitense con protagonisti Mark Webber, Nicole Elizabeth Berger, Jon Abrahams e Ron Perlman.

## Trama
Due fratelli gestiscono un bar a conduzione famigliare, finché Jackie, il fratello impulsivo, accumula svariati debiti di gioco, portando all'esasperazione il fratello maggiore Mickey. Il bar è quindi costretto a chiudere, e si ritrovano in debito con lo strozzino Tony. Viene data loro una possibile soluzione, se effettuano una visita ad un altro debitore in ritardo con i pagamenti, seguiti dal figlio di Tony, Crazy Joey. 
Questo compito non risulta semplice come i due fratelli pensavano ed il caos che ne deriva porta alla morte del debitore, Clover, ma la figlia del defunto assiste a quell'omicidio ed uccide l'assassino Crazy Joey. I due fratelli tentano quindi la fuga cercando di mettere insieme i soldi e portandosi con loro la ragazza adolescente mentre vengono inseguiti dagli uomini di Tony.

## Promozione
Il primo trailer del film viene diffuso il 18 marzo 2020.

## Distribuzione
Il film è uscito al momento solo in streaming per il territorio americano il 3 aprile 2020.